# Пожигово
Пожигово — пригородный населённый пункт (тип: посёлок) и микрорайон в черте города Пскова, в Запсковье. С центром города связан автобусным маршрутом 153 (остановка общественного транспорта «Лентрансгаз»).
Находится у реки Милевка, вблизи реки Пскова,
Количество зарегистрированных зданий на 2020 год — 26.
Дети школьного возраста обучаются в МБОУ «Погранично-таможенно-правовой лицей» (Алтаева ул., д.2)
Населённый пункт Сосновского сельсовета Псковской области передан в ведение Псковского горсовета распоряжением № 191 от 23.04.1951 (по другим данным включён в городскую черту решением горисполкома от 10.05.1961).
На 40-й сессии Псковской городской Думы 14 июля 2020 года принято решение о переименовании посёлков Дорожкино, Козий Брод, Павшино, Панино, Пожигово, Савохново, Силово-Медведово, Терехово; деревень Митрохово, Паневик, Ступниково; станций Бологовская линия 650 км, Бологовская линия 652 км, Изборская линия 3 км и Полковая в микрорайоны, с последующим переводом в улицы и переулки.